# Hoplosauris moesta
Hoplosauris moesta är en fjärilsart som beskrevs av Butler 1882. Hoplosauris moesta ingår i släktet Hoplosauris och familjen mätare. Inga underarter finns listade i Catalogue of Life.